# Papier joseph
 (janvier 2009).
Si vous disposez d'ouvrages ou d'articles de référence ou si vous connaissez des sites web de qualité traitant du thème abordé ici, merci de compléter l'article en donnant les références utiles à sa vérifiabilité et en les liant à la section « Notes et références ».

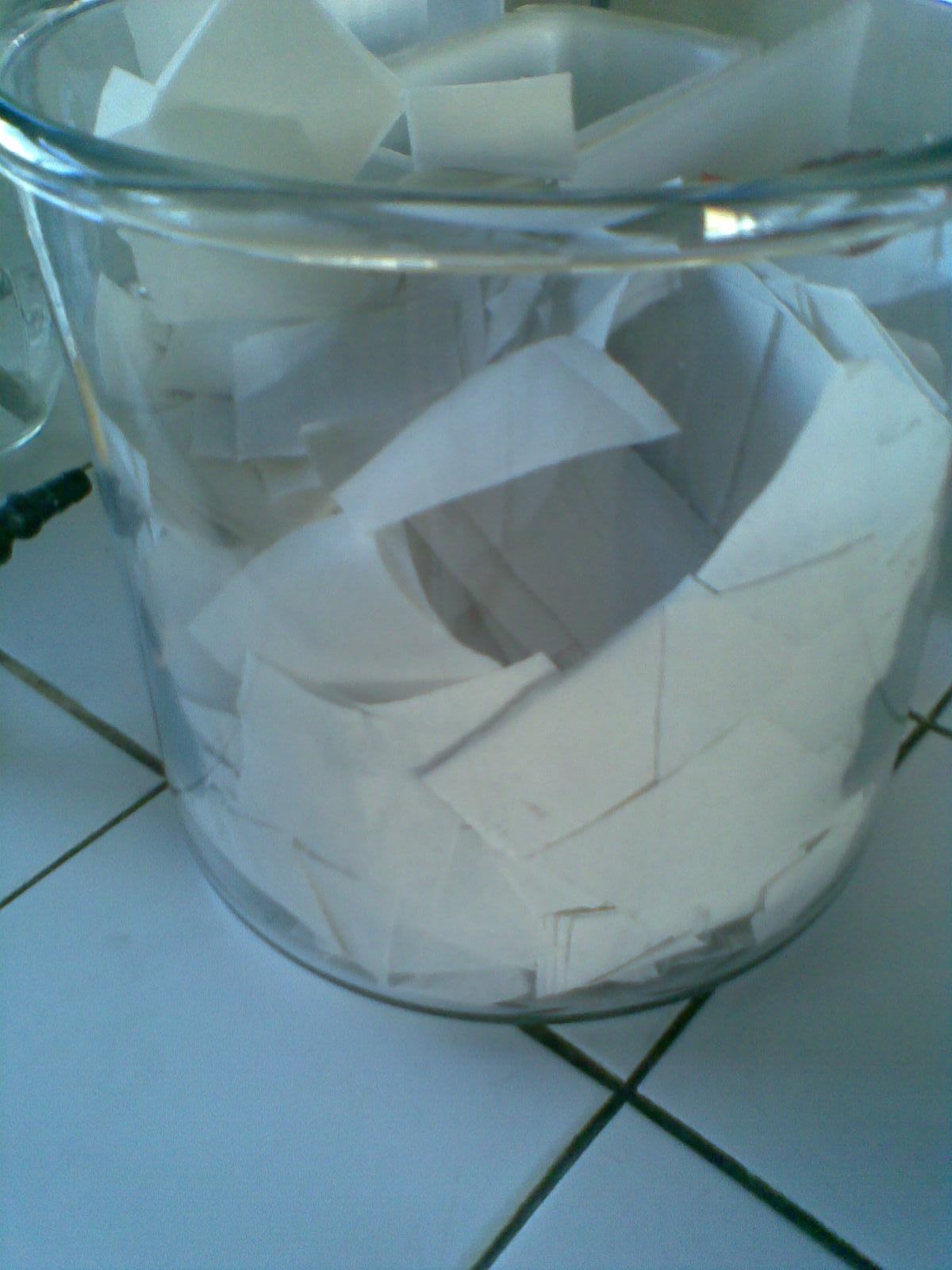

Le papier Joseph a été créé par Joseph Montgolfier qui l'utilisait pour effectuer des filtrages très purs. Ses qualités sont qu'il absorbe assez facilement les liquides et qu'il ne peluche pas.
De nos jours, ce papier est utilisé en chimie pour le nettoyage et le séchage des sondes pH-métriques. Ce papier très fin est aussi utilisé pour emballer l'argenterie.